# Hymenophyllum chamaecypericola
Hymenophyllum chamaecypericola — вид папоротей з родини Hymenophyllaceae, ендемік Тайваню. Новий вид був описаний та проілюстрований на основі морфологічних і філогенетичних даних.

## Морфологічна характеристика
Морфологічно Hymenophyllum chamaecypericola найбільше схожий на H. wrightii. Обидва види мають листки від перистих до двоперистих, цілі краї сегментів, обгортки двостулкові, цілі чи неповні. Однак новий вид можна було чітко відрізнити від H. wrightii за наявністю дрібних лопатчастих волосків на обох поверхнях листових пластинок(порівняно з голими пластинками у H. wrightii), за відсутністю двох жилок біля основи сорусів (порівняно з двома жилками біля основи сорусів у H. wrightii), за сорусами, обмеженими до верхівки або верхніх країв пластинок (на відміну від коротких акроскопічних сегментів, близьких до хребта H. wrightii). Цей новий вид філогенетично пов'язаний з H. barbatum, H. devolii, H. exsertum, H. okadae, H. oligosorum. Однак новий вид можна легко відрізнити від H. barbatum, H. devolii, H. okadae за наявністю цілих (проти пилчастих) країв сегментів, а від H. exsertum та H. oligosorum за наявністю перисто-до двоперисто-розділених (проти двоперисто- та триперисто-розділених) пластинок, рідко вкритими короткими (< 0.2 мм) булавоподібними волосками (проти щільно вкритих голчастими волосками довжиною > 1 мм) на абаксіальній поверхні хребта та ребер.

## Поширення та середовище існування
Hymenophyllum chamaecyparicola є ендеміком Тайваню та наразі відомий із розсіяних популяцій на одному схилі гори площею ≈ 2000 м2 у гірському змішаному хмарному лісі Chamaecyparis навколо Мінчі. Це епіфіт на основах стовбурів дерев і оголених коренях Chamaecyparis obtusa var. formosana. 

## Етимологія
Видовий епітет chamaecypericola походить від Chamaecyparis, роду голонасінних і –cola, мешканець , натякаючи на незвичайне середовище проживання нового виду, що зустрічається на нижньому стовбурі гігантської C. obtusa var. formosana.